# 師子吼小経
『師子吼小経』（ししくしょうきょう、巴: Cūḷasīhanāda-sutta, チューラシーハナーダ・スッタ）とは、パーリ仏典経蔵中部に収録されている第11経。『小師子吼経』（しょうししくきょう）とも。
類似の伝統漢訳経典としては、『中阿含経』（大正蔵26）の第103経「師子吼経」がある。
釈迦によって、比丘たちに十二縁起等が説かれる。

## 日本語訳
- 『南伝大蔵経・経蔵・中部経典1』（第9巻） 大蔵出版
- 『パーリ仏典 中部（マッジマニカーヤ）根本五十経篇I』 片山一良訳 大蔵出版
- 『原始仏典 中部経典1』（第4巻） 中村元監修 春秋社